# William Stallings
Dr. William Stallings é um escritor e cientista da computação norte-americano. Ele tem escrito livros sobre a ciência da computação tópicos, tais como sistemas operacionais, redes de computadores, organização de computadores, e de criptografia. Ele também mantém um site intitulado Estudante de Ciência da computação Recurso. Ele é autor de 17 títulos, e a contagem de edições revisadas, de um total de mais de 40 livros sobre vários aspectos desses temas. Em mais de 20 anos no campo, ele tem sido um técnico colaborador, gerente técnico e executivo em várias empresas de alta tecnologia. Atualmente, ele é um consultor independente, cujos clientes incluem o computador e a rede de fabricantes e clientes, empresas de desenvolvimento de software, e de ponta de governo, instituições de pesquisa.
Stallings recebeu seu B. S. em engenharia elétrica pela Universidade de Notre Dame e o Doutorado em ciência da computação do Instituto de Tecnologia de Massachusetts.
Ele recebeu o prêmio de melhor Ciência da computação livro do ano de Texto e Autores Acadêmicos da Associação de três vezes.

## Livros
- Arquitetura e Organização de Computadores
- Criptografia e Segurança de Redes: Princípios e Práticas
- Redes e Sistemas de Comunicação de Dados
- Sistemas Operacionais, Princípios Internos e Design
- Comunicações Sem Fios e Redes
- Segurança de Computadores: Princípios e Prática
- Redes Locais e Metropolitanas
- Network Security Essentials: Aplicações e Normas
- O negócio de Comunicação de Dados Infra - estrutura, Rede e Segurança